# Jalen Ramsey
Jalen Lattrel Ramsey (* 24. Oktober 1994 in Smyrna, Tennessee) ist ein US-amerikanischer American-Football-Spieler auf der Position des Cornerbacks. Er spielt für die Miami Dolphins in der National Football League (NFL). Im NFL Draft 2016 wurde er in der 1. Runde als 5. Spieler von den Jacksonville Jaguars ausgewählt.

## College
Ramsey besuchte die Florida State University und spielte von 2013 bis 2015 College Football für die Florida State Seminoles in der Atlantic Coast Conference.

### College-Statistik
| Saison | Team   | Tackles | Int | FF | FR | PD | TD |
| ------ | ------ | ------- | --- | -- | -- | -- | -- |
| 2013   | FSU    | 49      | 1   | 1  | 1  | 1  | 0  |
| 2014   | FSU    | 80      | 2   | 3  | 0  | 12 | 0  |
| 2015   | FSU    | 52      | 0   | 0  | 1  | 9  | 1  |
| Gesamt | Gesamt | 181     | 3   | 4  | 2  | 22 | 1  |

Quelle: sports-reference.com

## NFL

### Jacksonville Jaguars (2016 bis 2019)
Ramsey wurde im NFL Draft 2016 in der 1. Runde als 5. Spieler von den Jacksonville Jaguars ausgewählt. Er wurde bereits im Vorfeld des Drafts als einer der besten Spieler auf seiner Position gehandelt.
In seinen ersten beiden Jahren bei den Jaguars zeigte Ramsey konstant gute Leistungen und wurde nach der Saison 2017 zum ersten Mal in den Pro Bowl gewählt.

### Los Angeles Rams (2019 bis 2023)
Nach dem 6. Spiel der Saison 2019 tauschten ihn die Jaguars für zwei Erstrundenpicks (in den Drafts 2020 und 2021) und einen Viertrundenpick (im Draft 2021) an die Los Angeles Rams.
Vor Beginn der Saison 2020 einigte sich Ramsey mit den Rams auf eine Vertragsverlängerung um fünf Jahre über 105 Millionen US-Dollar, davon 71,2 Millionen garantiert. Damit wurde er zum bestbezahlten Defensive Back in der NFL.
In der Saison 2021 gewann Ramsey mit den Los Angeles Rams den Super Bowl LVI.

### Miami Dolphins (seit 2023)
Am 12. März 2023 wurde Ramsey in Tausch für einen Drittrundenpick (im Draft 2023) und Hunter Long zu den Miami Dolphins getauscht.